# Stade Antônio-Inácio-de-Souza
Le stade Antônio-Inácio-de-Souza (en portugais : Estádio Antônio Inácio de Souza), également connu sous le nom de Vera Cruz, est un stade de football brésilien situé dans la ville de Caruaru, dans l'État du Pernambouc.
Le stade, doté de 6 000 places, sert d'enceinte à domicile à l'équipe de football du Clube Atlético do Porto.

## Histoire
Le stade est initialement construit pour le Vera Cruz FC (club aujourd'hui disparu), raison pour laquelle il est surnommé le Vera Cruz.
Après six années passées sans le moindre match officiel disputé, le stade est rénové et étendu en 2015 pour pouvoir recevoir des matchs professionnels.
Le club du Porto-PE s'installe au stade pour ses matchs à domicile en 2017.